# Norman Ross
Norman DeMille Ross (Portland, 2 maggio 1895 – Evanston, 19 giugno 1953) è stato un nuotatore e pallanuotista statunitense.

## Palmarès

### Giochi olimpici diAnversa 1920
- Oro 400 metri stile libero
- Oro 1500 metri stile libero
- Oro staffetta 4x200 metri stile libero

### Giochi Interalleati
- 5 medaglie:
  - 5 ori (100 metri dorso a Parigi 1919, 100 metri stile libero a Parigi 1919, 400 metri stile libero a Parigi 1919, 800 metri stile libero a Parigi 1919, 1500 metri a Parigi 1919).